# Пам'ятний знак УПА (Харків)
Пам'ятний камінь воїнам УПА в Харкові — пам'ятний камінь на честь вояків Української повстанської армії, встановлений українськими патріотами 14 жовтня 1992 року в Харкові з дозволу Харківської міської ради. З 2006 року був об'єктом низки вандальних актів.
Розташований у Молодіжному парку.

## Історія
Пам'ятний знак встановлений 1992 року; він був першим подібним пам'ятником на Лівобережній Україні.
Починаючи з 2006 року з пам'ятником пов'язані деякі вандальні історії. 20 грудня 2006 року пам'ятний знак знесли Євразійського союзу молоді. Екскаватором було викопано яму біля пам'ятника і збито туди камінь. Майже одразу пам'ятник відновили.
2008 року міський голова Харкова Михайло Добкін намагався «обміняти» харківський камінь на честь воїнів УПА на постамент пам'ятника Володимиру Леніну в Івано-Франківську. Наприкінці 2009 року міський голова вирішив залишити пам'ятник на первинному місці заради збереження політичного спокою в регіоні.

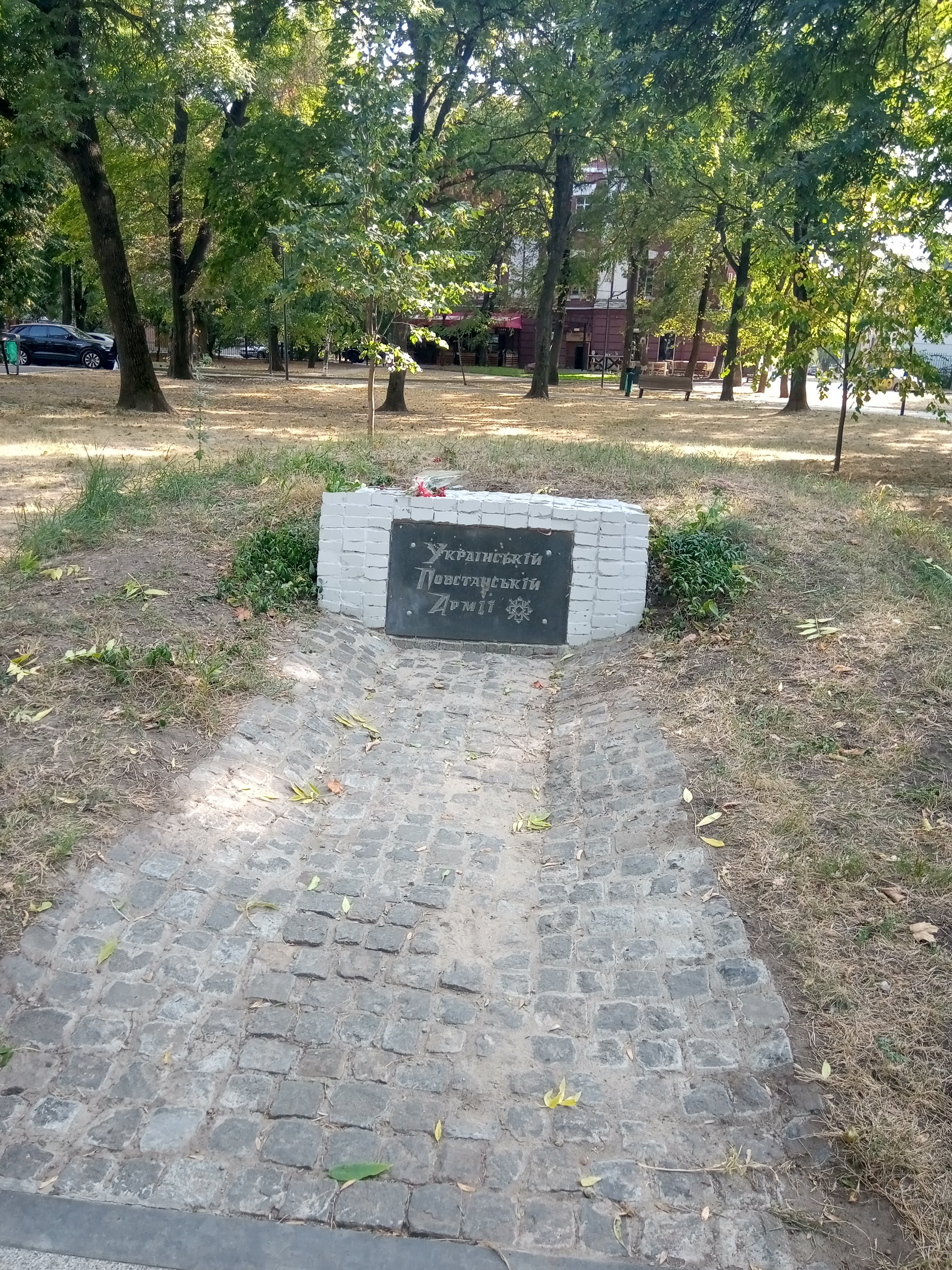
Пам'ятний знак УПА після вандальних актів

У ніч з 25 на 26 квітня 2013 року пам'ятний знак за допомогою важкої техніки було знесено невідомими особами.
На місці вкраденого пам'ятного знаку УПА було встановлено металевий хрест, фарбований під березу, в свою чергу знищений невідомими в ніч на 6 лютого 2014 року. Новий тимчасовий пам'ятний знак у вигляді таблиці на фундаменті було встановлено весною 2014 року, після перемоги Революції гідності. У ніч на 9 грудня 2014 року його було пошкоджено вибухом, учиненим невідомими, відновлено 14 грудня. Наступні акти вандалізму відбулися в ніч на 14 жовтня 2017 року та 14 березня 2018 року, коли пам'ятний знак невідомі обливали червоною фарбою, в ніч на 13 лютого 2018 року, коли його пофарбували в кольори польського прапора, в ніч на 8 квітня 2019 року, коли його засипали будівельним та іншим сміттям..
Пам'ятний камінь урочисто відновлено 25 грудня 2021 року.

## Значення
Пам'ятний знак є традиційним місцем зборів українських націоналістів Харкова з нагоди різноманітних знаменних подій, відзначення важливих річниць.